# Serie 448 de Renfe
La Serie 448 de Renfe es una serie de unidades eléctricas, con motor y cabinas en ambos extremos, autopropulsadas con tracción concentrada, destinadas a ofrecer servicios de larga distancia (Intercity). Se adjudicaron un total de 31 unidades de estos trenes en 3 lotes y se recibieron entre los años 1987 y 1989. Técnicamente derivan de la serie 444. 
El número de serie de estos trenes inicialmente fue una subserie de las de serie 444 (444.500) pero en el año 1992 se renumeró toda la serie a 448. Las diferencias con sus predecesores, la serie 444, es una mayor velocidad punta, a pesar de usar los mismos motores, ya que se les cambió la relación de los engranajes que ofrece una velocidad máxima de 160 km/h a costa de un esfuerzo tractor algo menor. Además de la velocidad se les incorporó una cafetería moderna, teleindicadores, nuevos bogies para mayor velocidad debido a que el anterior bogie de las unidades 440 y 444 no tenían comportamiento dinámico satisfactorio por encima de 140 km/h, televisión, canales de música, etc.
Las primeras 6 unidades de la serie tenían un testero diferente al resto de las 25 restantes que recordaba a una lavadora, por lo que tomaron ese apodo, lavadoras. Actualmente estas diferencias ya han desaparecido tras un proceso de reforma en el que además de modificar los testeros se han eliminado los sistemas de vídeo, furgón, y cafetería añadiendo más plazas (238 en total), departamento para bicicletas, puertas automáticas y otros cambios. Esta reforma se debe a que prácticamente todas ofrecen un servicio de media distancia en Cataluña (Catalunya Exprés) y Aragón (Regional Exprés). Las cuatro unidades destinadas a servicios Intercity no estaban reformadas y fueron dadas de baja del parque motor en 2008 con la desaparición de dicho servicio. La única unidad sin reformar destinada a Media Distancia fue retirada del servicio en 2012.
A inicios de los años 2000, el automotor 448-014-1 fue decorado con un esquema experimental para Regionales, que también se aplicó en el automotor 470-070. Este esquema no tuvo buena aceptación, así que estos dos automotores fueron repintados.

## Intercity
Estas unidades estaban en un principio destinadas a prestar un servicio de largo recorrido con este nombre que sustituyó a trenes Diurno, pero con la mejora de infraestructuras y material móvil los Intercity han sido remplazados por trenes de gama alta en sus diferentes rutas.
| trayecto                                         | sustituido por                                                    |
| ------------------------------------------------ | ----------------------------------------------------------------- |
| Madrid - Valencia                                | Alaris (1999) AVE (2010)                                          |
| Madrid - Zaragoza                                | AVE (2003)                                                        |
| Madrid - Logroño                                 | Altaria (2003) (Alvia desde febrero de 2008)                      |
| Madrid - Pamplona                                | Altaria (2003) (Alvia desde febrero de 2008)                      |
| Madrid - Málaga                                  | Talgo 200 (progresivamente en 1992) (AVE desde diciembre de 2007) |
| Madrid - Sevilla                                 | (AVE desde abril de 1992)                                         |
| Madrid - Gijón                                   | Talgo (2002) (Alvia desde diciembre de 2007)                      |
| Madrid - Hendaya                                 | Alvia desde diciembre de 2008                                     |
| Zaragoza - Barcelona                             | Altaria (2003) AVE (2008)                                         |
| Valencia - Barcelona                             | Euromed (1997)                                                    |
| Madrid - Alicante 1                              | Talgo (1993) Altaria (2008) Alvia (2008)                          |
| Valencia - Alicante 1                            | Euromed (1997)                                                    |
| 1. Intercity efectuado con la Serie 444 de Renfe |                                                                   |

## Galería

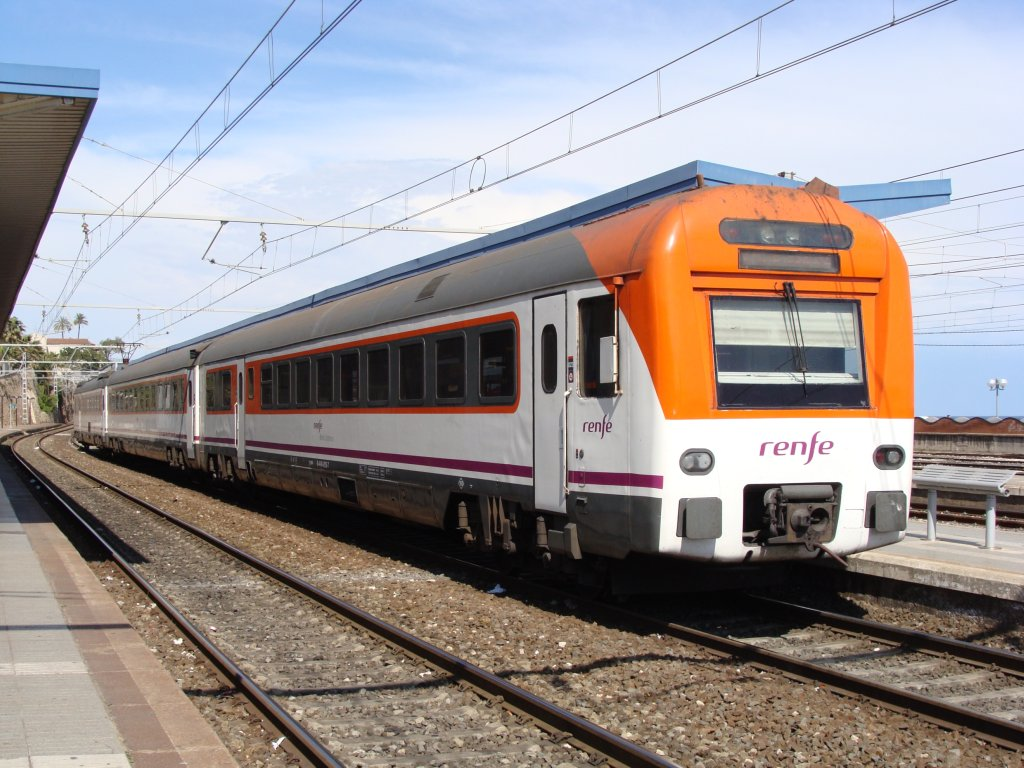
448 con la decoración de Renfe Operadora para Media Distancia en la estación de Tarragona
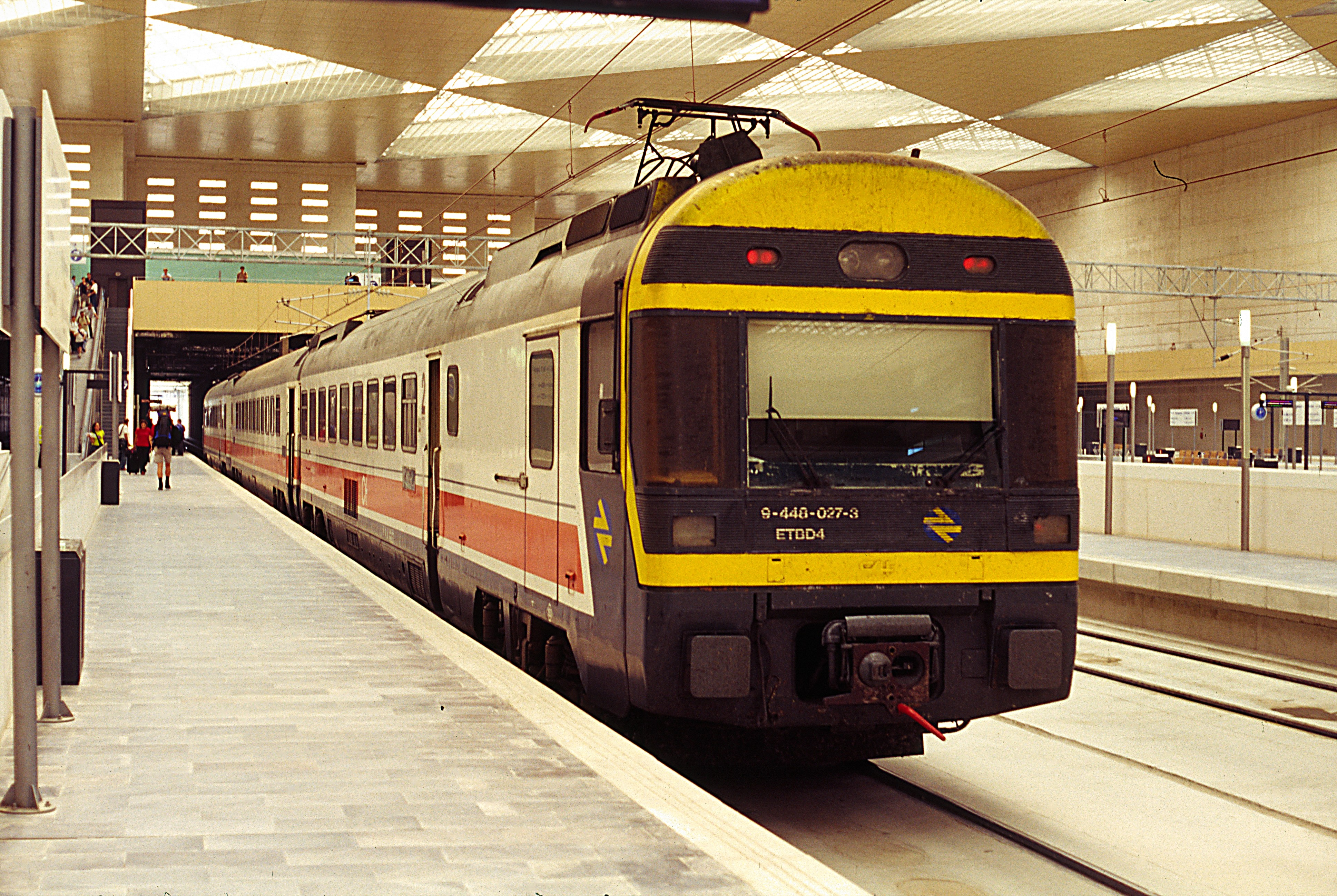
448 con la antigua decoración de RENFE para Regionales en la estación de Zaragoza-Delicias
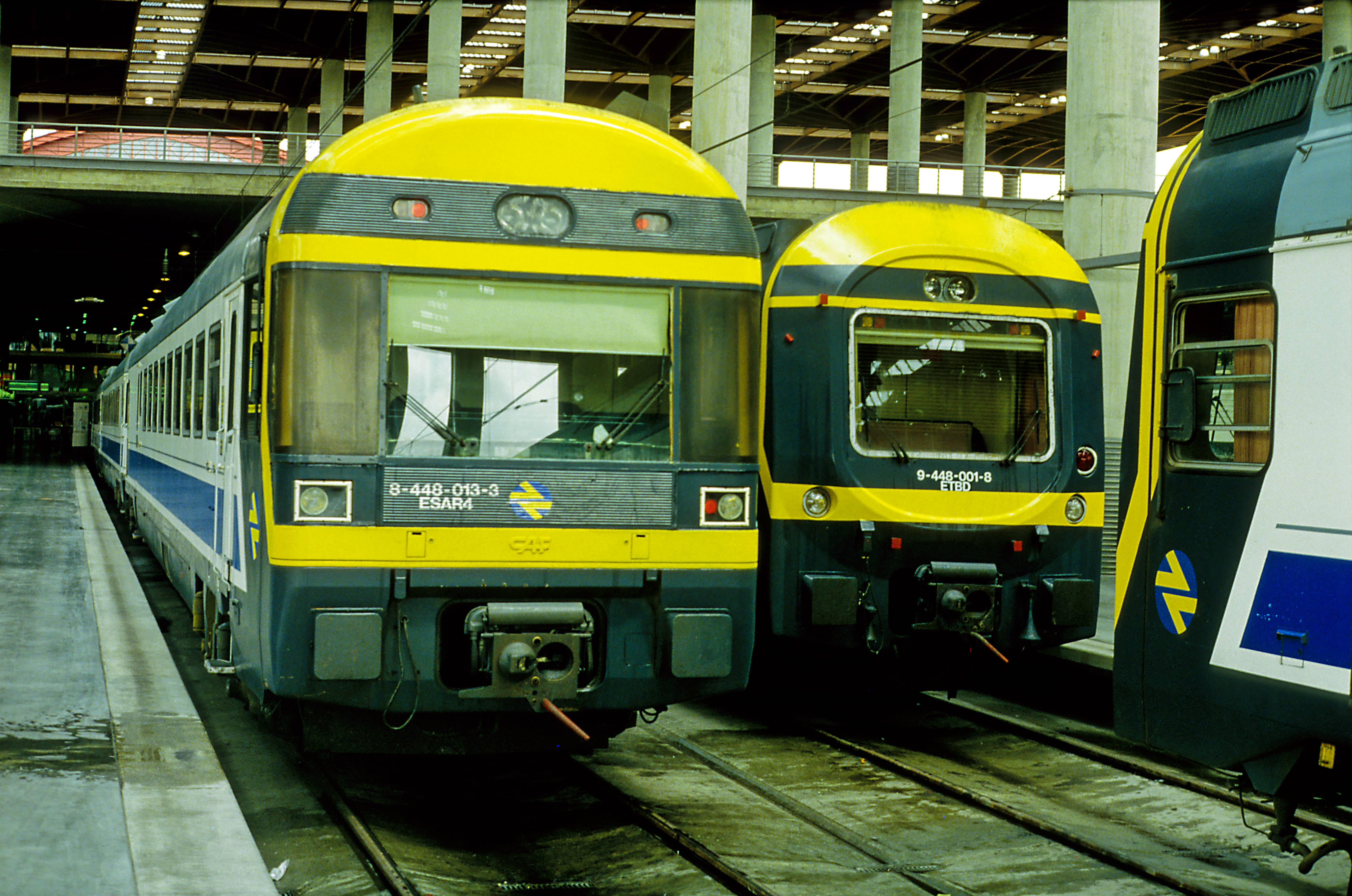
Unidades 448 con la decoración de RENFE para Intercity
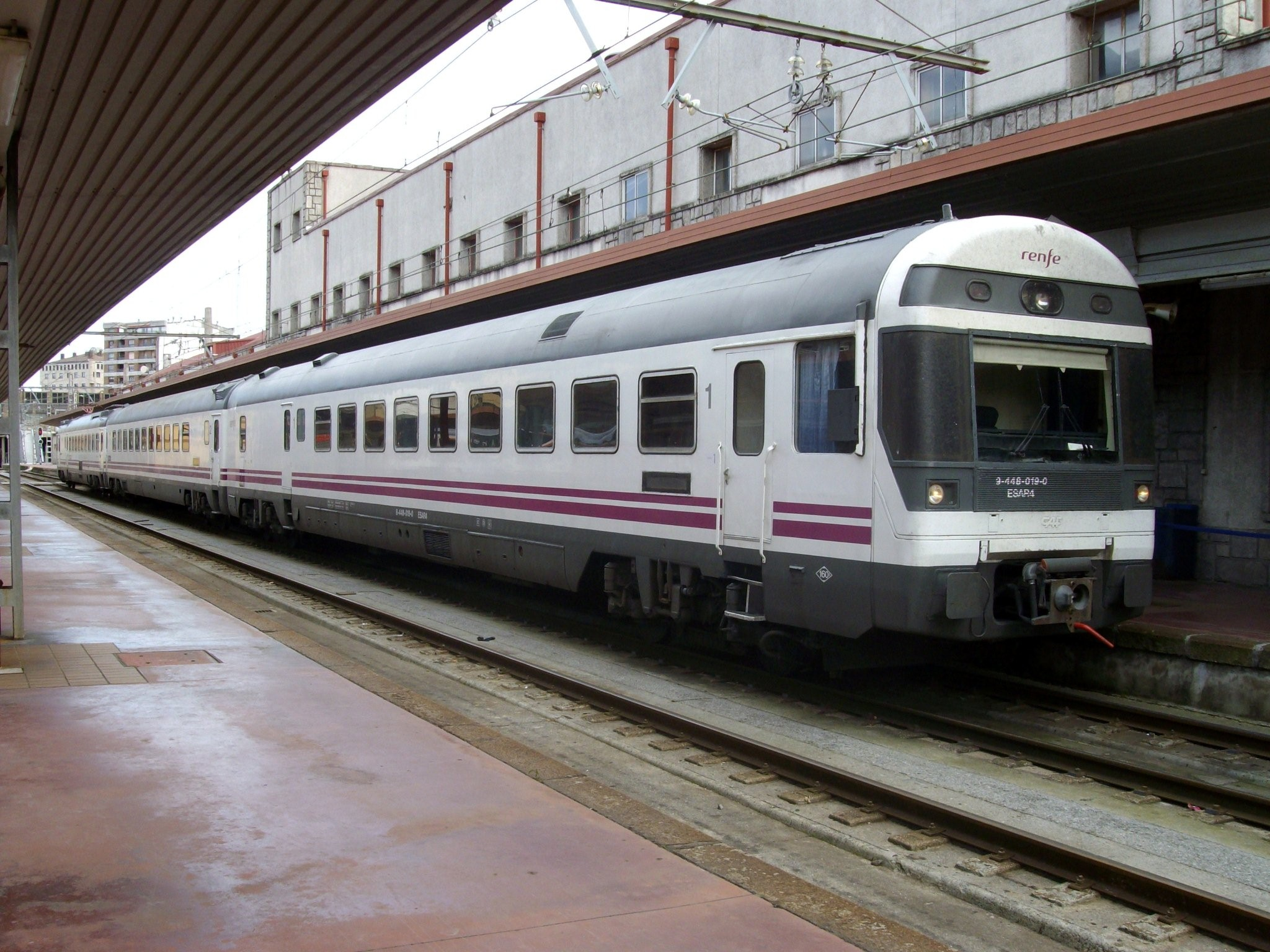
448 con la decoración de Renfe Operadora para Intercity
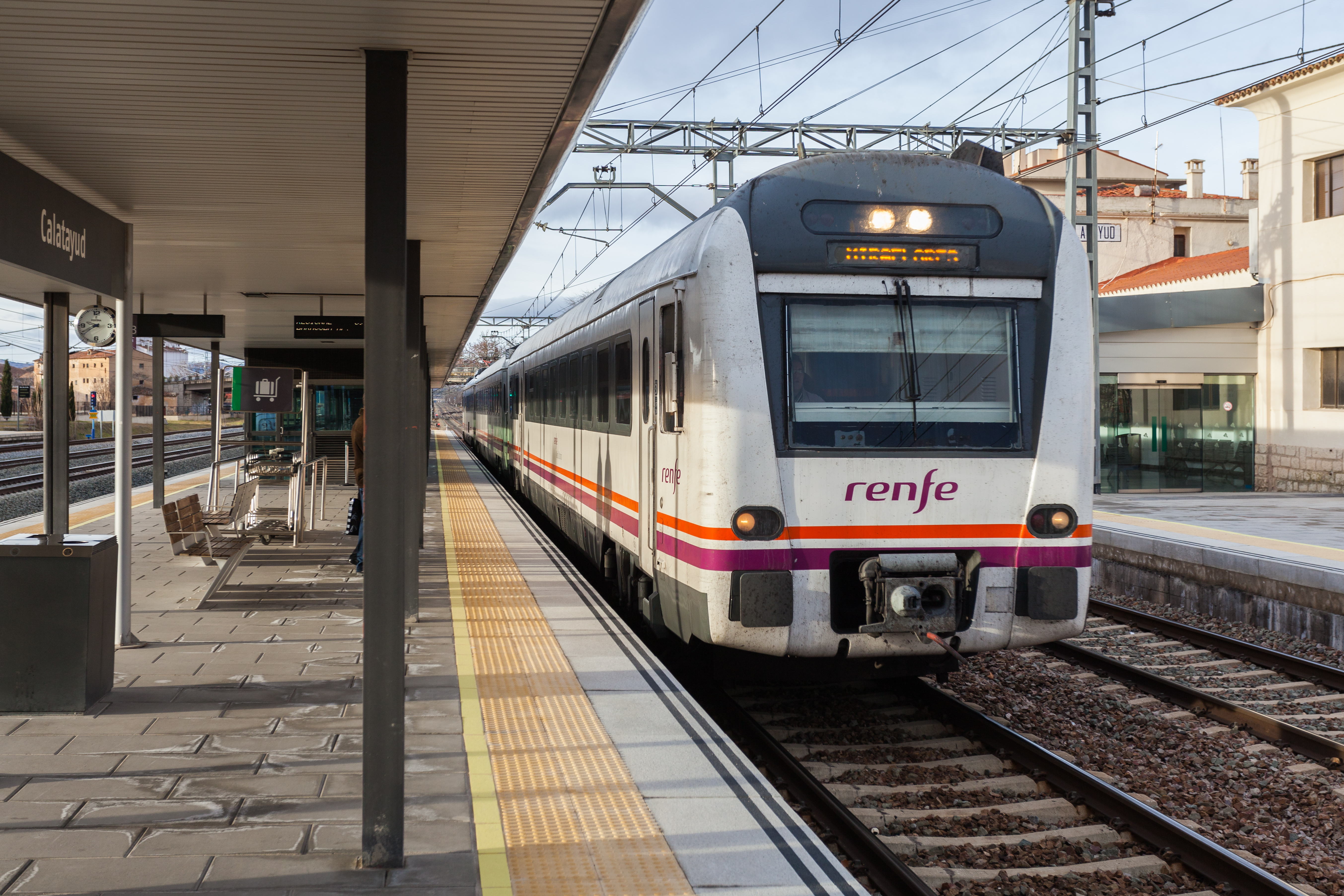
448 con la nueva decoración de Renfe Operadora para Media Distancia en la estación de Calatayud
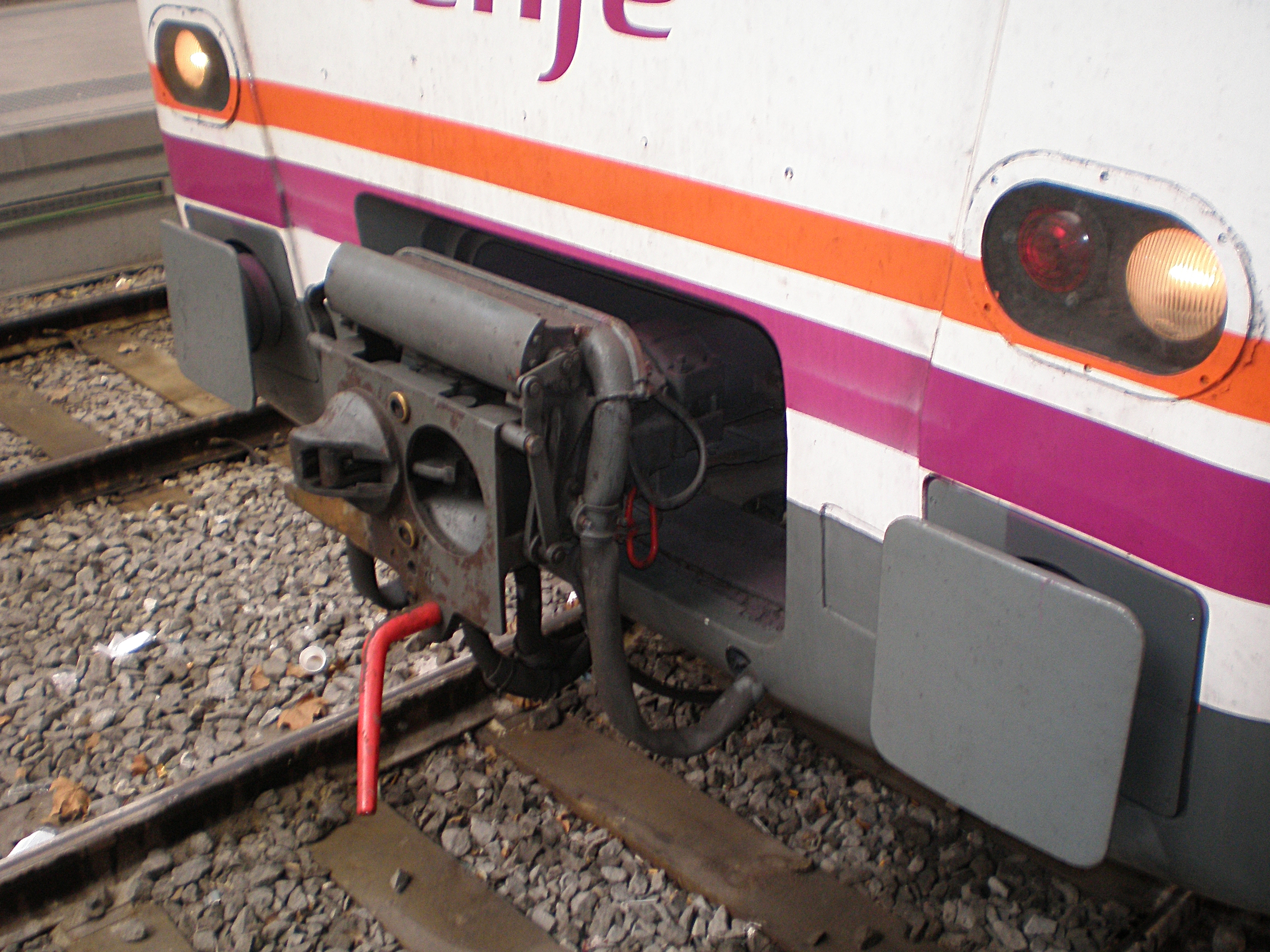
Detalle del Acople Scharfenberg y topes.
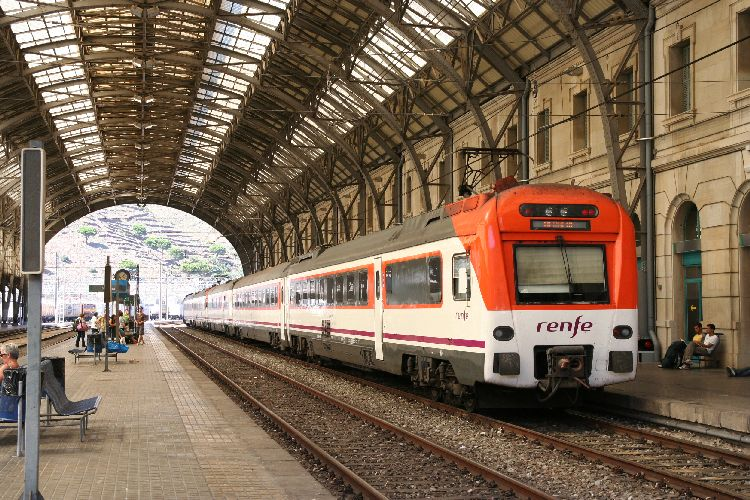
Catalunya Exprés en la estación de Portbou.
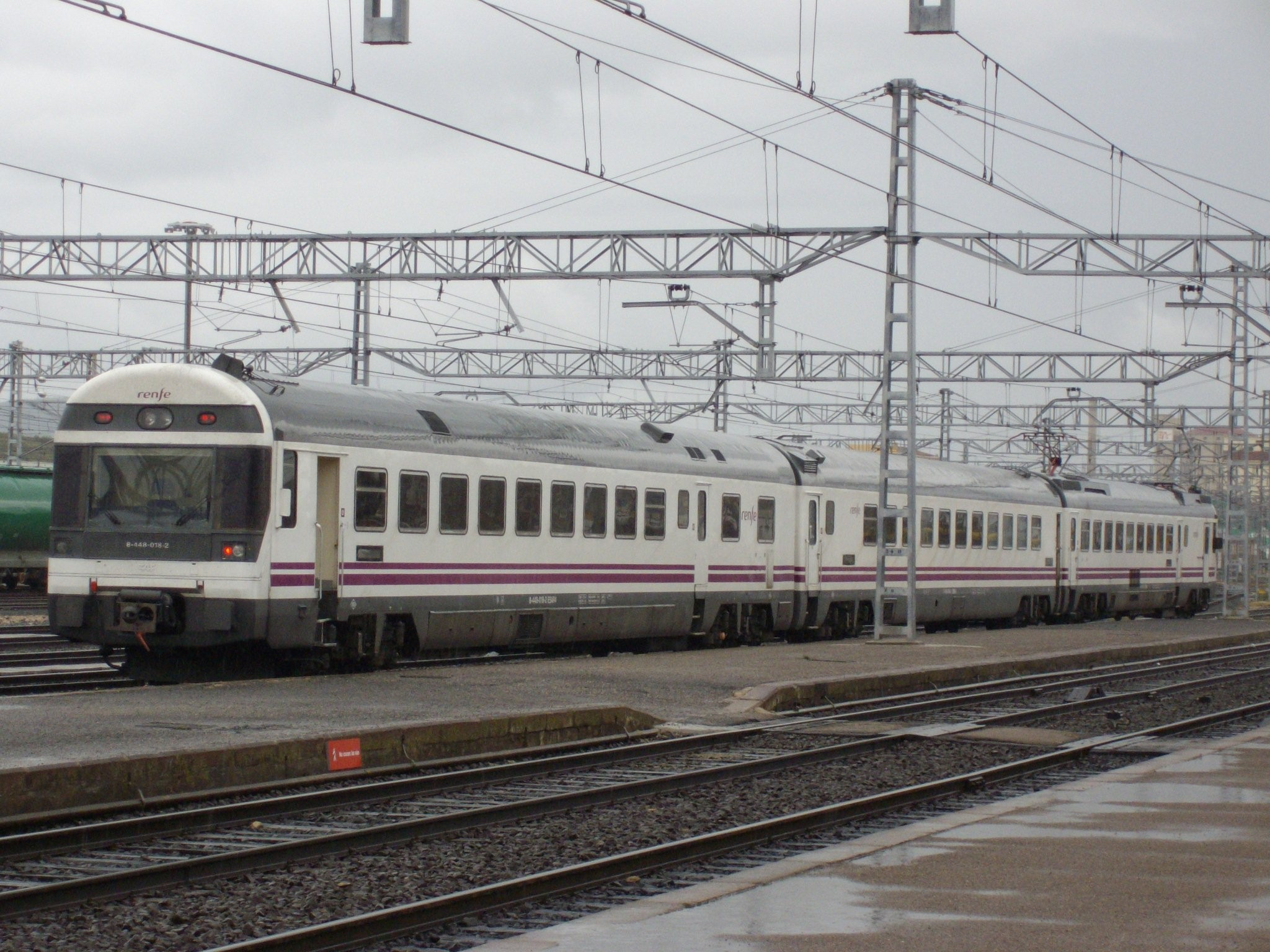
448 en la Estación de Miranda de Ebro.
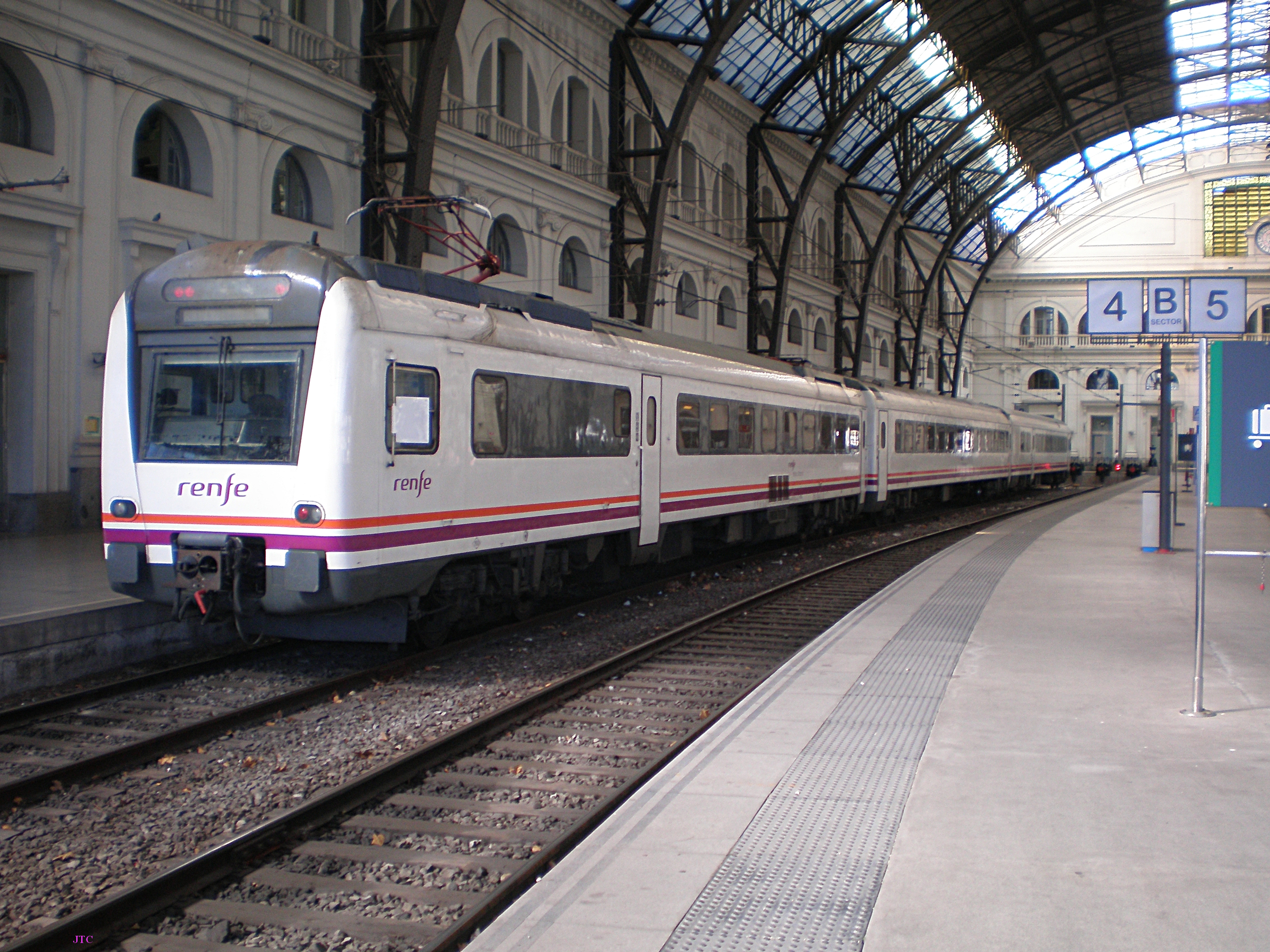
Una unidad eléctrica de la serie 448 de Renfe Operadora en la Estación de Francia de Barcelona.
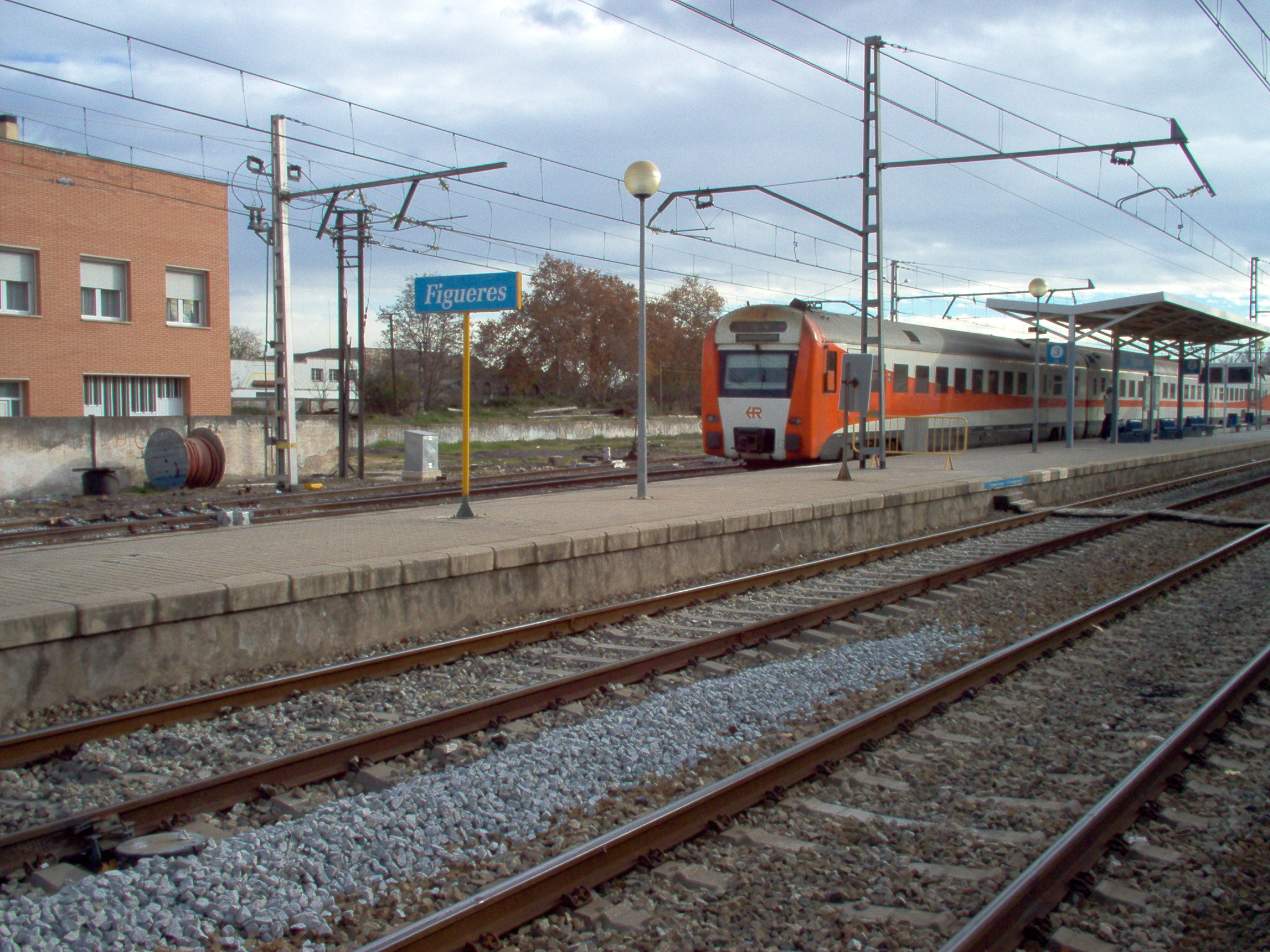
Una Unidad 448 en Regionales tras las reforma en la estación de Figueras.